# Floydova–Steinbergova metoda

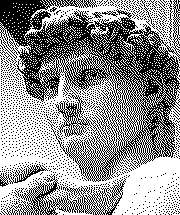
1bitový obrázek sochy Davida po aplikování Floydovy–Steinbergovy metody

Floydova–Steinbergova metoda distribuce chyby je algoritmus sloužící ke změně barevné charakteristiky obrazu při zachování původní vizuální informace v co největší míře a byl poprvé představen v roce 1976 Robertem W. Floydem a Louisem Steinbergem. Tento algoritmus je běžně používán k úpravě obrázků. Například při převádění do formátu GIF dojde tímto převodem k omezení maximálního počtu barev na 256.
Algoritmus zpracovává vstupní pixely zleva doprava, shora dolů. Při zaokrouhlení vstupní intenzity vzniká chyba, tuto chybu si algoritmus zapamatuje a použije ji k modifikaci hodnot dalších pixelů. Chyba se distribuuje pouze mezi sousedními pixely, které ještě nebyly upravovány, tzn. že se upravuje vždy následující pixel na řádku a pixely na dalším řádku.
matice rozdělení chyby
{\displaystyle {\begin{bmatrix}&&*&{\frac {\displaystyle 7}{\displaystyle 16}}&\ldots \\\ldots &{\frac {\displaystyle 3}{\displaystyle 16}}&{\frac {\displaystyle 5}{\displaystyle 16}}&{\frac {\displaystyle 1}{\displaystyle 16}}&\ldots \\\end{bmatrix}}}
V některých případech se směr distribuce chyby mění po každém řádku „cik-cak“ (zig-zag) nebo má speciální trajektorii, např. Hilbertova křivka. Dalšími způsoby distribuce chyby jsou například matice od Stuckiho, Burkese, Jarvise.